# Vincennes Neuilly
Pour plus de détails, voir Fiche technique et Distribution.
Vincennes Neuilly est un film français réalisé par Pierre Dupouey et sorti en 1992.

## Synopsis
Un jeune couple entre dans un immeuble et s'invite à dîner dans un appartement choisi au hasard. Ils se présentent comme étant frère et sœur, mais sont en réalité amants, et ne travaillent pas.

## Fiche technique
- Réalisation : Pierre Dupouey
- Scénario : Pierre Dupouey, Philippe Etesse  d'après un roman de Patrick Besson
- Production :  Paris Classics Productions, Grisélidis Productions, Centre National de la Cinématographie
- Producteur : Humbert Balsan
- Musique : Maurice Ravel
- Image: Bernard Tiphine
- Costumes : Véronique Dupont
- Montage : Pascale Chavance
- Durée : 95 minutes
- Date de sortie :
  - France : 29 avril 1992

## Distribution
- Philippe Étesse : Jérôme
- Anne Kessler : Sophie
- Françoise Brion : Olivia
- Henri Garcin : Jacques
- Annick Blancheteau : La femme de Jacques
- Alain Macé : Josip
- Virginie Demians : Laurence
- Nathalie Ortega : Pas-Ici
- Laurent Le Doyen : Philippe